# Henningsvær fyr

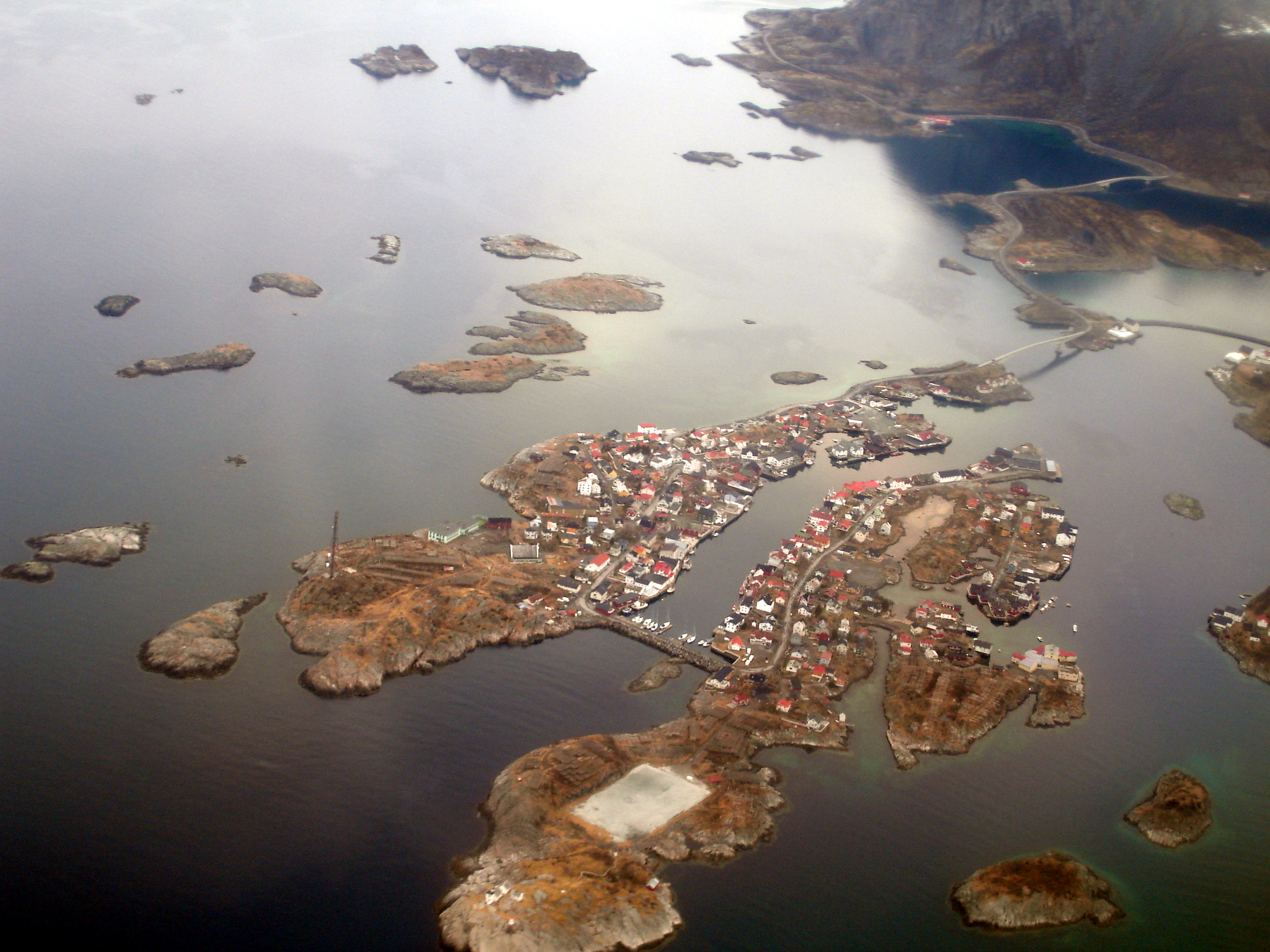
Henningsvær sett från sydväst. Henningsvær fyr ligger i bildens underkant, något till vänster om mitten.

Henningsvær fyr är en tidigare fyr på Hellandsøya i fiskeläget Henningsvær i ögruppen Lofoten i norra Norge. Fyren invigdes den 1 januari 1857 och var en så kallad fiskefyr. 
Fyren avbemannades 1935 och ersattes av automatisk fyrlampa. Venke Hoff köpte 1998 Henningsvær fyr  för att ha som fritidsbostad för familjen och utnyttjade den delvis som konstnärsresidens. Den konstnärliga verksamheten utvidgades efter det att Venke Hoff inköpt den nedlagda kaviarfabriken 2006 och börjat visa verk ur familjens egen samling av samtidskonst i den privata konsthallen Kaviarfactory från 2013.